# Norra Österbottens landskapsvapen

Norra Österbotten använder samma vapen som det som står för hela det historiska Österbotten.

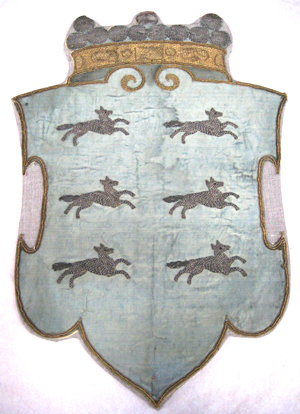
Österbottens landskapsvapen, broderat för hästtäcke 1634. Finns på Livrustkammaren.

Norra Österbottens landskapsvapen är ett finskt landskapsvapen.
Vapnet, vilket utgörs av sex hermeliner på blå botten, är till sin utformning identiskt med det vapen som tidigare användes för det historiska landskapet Österbotten, även om nuvarande Norra Österbotten endast utgör en del av det historiska landskapet.
Hermeliner har också tagits upp i vapnen för andra moderna landskap i det gamla Österbotten, nämligen Mellersta Österbottens landskapsvapen, Södra Österbottens landskapsvapen och Österbottens landskapsvapen, men däremot inte i Kajanalands landskapsvapen och inte heller i det moderna Lapplands landskapsvapen fast en del av det gamla Österbotten numera också ingår i det landskapet.